# بزمجه زیوردار
 بزمجه زیوردار (نام علمی: Varanus ornatus) نام یک گونه از سرده بزمجه است.